# Point de Frégier

Construction du point de Frégier dans une ellipse. F est le point de Frégier associé à M.

Le point de Frégier est, en géométrie, un point associé à un point d'une conique (ellipse, parabole ou hyperbole).

## Théorème et définition
Théorème — Soit une conique et M un point de cette conique. Toutes les cordes de la conique vues sous un angle droit depuis M sont sécantes en un même point F.

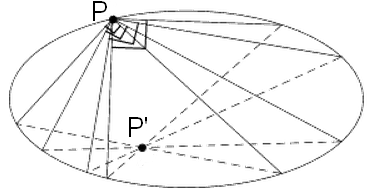
P' est le point de Frégier de ce point P de l'ellipse.

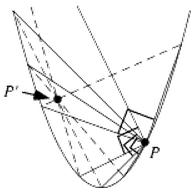
P' est le point de Frégier de ce point P de la parabole.

Ce point d'intersection est appelé point de Frégier de M.
La démonstration donnée par Frégier est purement analytique (calculatoire) :
1. il définit un repère orthonormé d'origine M, un des axes étant tangent à la conique ;
2. il calcule l'équation de la conique dans ce repère ;
3. il en déduit l'équation de cordes vues sous un certain angle depuis M ;
4. il en déduit l'existence d'un point F appartenant à toutes ces cordes et donne ses coordonnées[3].

## Interprétation

Interprétation à l'aide d'une homologie harmonique.

Considérons un cercle de centre O, A un point de ce cercle et (d) une droite. L'image du cercle par homologie harmonique de centre A et d'axe (d) est une ellipse tangente au cercle en A (illustration). Les points M et N d'un diamètre du cercle ont pour homologues M' et N' sur l'ellipse. M et N sont vus sous un angle droit depuis A, et de la même façon M' et N' sont vus sous un angle droit depuis A. L'homologue de O est le point de Frégier F de A.

## Application pratique
Le théorème de Frégier fournit un moyen pratique de construire à la règle et à l'équerre la tangente à une conique en un point M quelconque de cette conique :
1. on mène par M une droite arbitraire et la droite qui lui est perpendiculaire ;
2. ces droites coupent la conique en deux points, que l'on joint : on a obtenu un triangle rectangle en M ;
3. on recommence les étapes précédentes avec une autre droite arbitraire ;
4. les hypoténuses des deux triangles rectangles ainsi obtenus se coupent en F ;
5. la tangente en M à la conique sera la droite perpendiculaire à (MF) passant par M[3].

## Propriété
Le lieu des points de Frégier d'une conique est en général une conique de type identique, de même centre :
- les points de Frégier d'une parabole sont une parabole déduite de la parabole d'origine par translation
- les points de Frégier d'une hyperbole ou d'une ellipse sont une conique de même centre homothétique à la conique d'origine[4].

Dans le cas d'un cercle, ce lieu est réduit au centre du cercle.

## Généralisation
Le théorème de Frégier a été établi à l'origine dans le plan (dimension 2), mais il se généralise en dimension n.
Soit M un point d'une quadrique en dimension n. Les repères orthonormés issus de M coupent la quadrique en n points. Ces n points définissent un hyperplan (dimension n - 1), qui passe toujours par un point fixe F, le point de Frégier.